# Coalition syndicaliste et socialiste
La Coalition syndicaliste et socialiste (en anglais, Trade Unionist and Socialist Coalition - TUSC) est une coalition politique socialiste au Royaume-Uni.

## Filiales
- Parti socialiste
- Parti socialiste d'Écosse (en)

La coalition implique aussi des socialistes indépendants et des syndicalistes combatifs, notamment aux syndicats RMT (en), PCS et FBU.